# 色彩設定
色彩設定（しきさいせってい）とは、アニメーションにおいて重要な役職の一つで、着色の際にどの色を使うかに関しての決定権を持つ色の総合責任者。関係する仕事は「色彩設計」「色指定」「仕上」の3つのセクションに分かれる。英語ではcolour planning。

## 概要
色彩設定の仕事は、アニメーションの登場人物や画面に現れる物体の色（人なら服・靴の色）など、作画によって表現される全てのものについて、何に対してどの色をつけるかをあらかじめ設定しルール化する仕事である。登場人物・場面ごとに細かく決める。監督・演出家の意向を具体化させ、作品の世界観やイメージを作っていくので重要である。
当初は美術監督の領域の仕事であったが、分業化に伴い設けられるようになった役職である。またキャラクターが集合した場合など色によるそれぞれの識別を考えるため、支援ソフトウェアの研究が東京工科大学と首都大学東京で進んでいる。

## 色指定・検査
色彩設計者から色のデータをもらい、各話のシーンそれぞれの色を指定していくのがこの色指定という役職。基本的に複数人が分担して担当する。
これはシリーズを通じてではなく、主に特定の話数だけに登場する人物や小物(サブ・ゲストキャラクター)の指定など、色彩設計の補佐的な仕事をする。あらかじめ話数ごとに会議で決められた色を、彩色単位でどのカットに対してどの色を用いて彩色するか指示を出す作業をする。どの色を塗ればいいかという指示は原画を数枚ピックアップして、それに直接描き入れる。
一方、検査とは仕上検査を略したものであり、アニメでは色指定担当者が仕上検査も兼ねて仕事するのが通例である。別名で「セル検」とも呼ばれる。
あがってきたペイントデータを色パカが無いか（動画にした際につけ間違えた色がパカパカと点滅して見える現象）検査し、問題があればリテイクを出す。

## 仕上
アニメ制作における仕上（）は動画と色指定をもとに着色されたセルを作成する工程・役職である。
現在主流であるデジタルアニメ制作における仕上は、セルアニメ制作における仕上（詳細は仕上 (セルアニメ制作)）と大きく異なる。そのためデジタル着彩と明示するためにデジタル彩色、デジタルペイント、色トレスとも呼ばれる。またかつては色彩関連を総じて仕上と呼んでいたが、現在はペイント実務を仕上と呼ぶ。

### 工程としての仕上
アニメ制作工程における仕上（）は動画と色指定をもとに着色されたセルを作成する工程である。
動画と色指定が上流工程、撮影が下流工程である。線で描かれた動画とその塗り指示である色指定をもとに着色されたセルを作成する。工程の内容は時代によって異なる。セルアニメ制作では生セルへ線を描くトレスと絵具で塗る彩色をおこなってセル画を作成する（詳細は 仕上 (セルアニメ制作) ）。動画用紙を用いるデジタルアニメ制作では動画用紙のスキャン・線の調整・デジタル彩色をおこなってセルデータを作成する。紙を用いないデジタルアニメ制作では線の微調整とデジタル彩色をおこなってセルデータを作成する。

### 役職としての仕上
アニメ制作職における仕上（）は動画と色指定をもとに着色されたセルを作成する役職である。
色彩セクションのキャリアスタートとなる役職である。

## 技法

### 特殊効果
セル画を用いてアニメが制作された頃には、エアブラシや筆などを用いて、色々な技法で加工を加え、透明感や立体感、質感を出す仕事。特効とも呼ばれる。また、画面が光る透過光も特殊効果の1つではあるが、仕上の特殊効果と、撮影の特殊効果はアニメの作業では区別されており、仕上の特殊効果は絵に対する作業のことを指す。デジタル時代になり撮影の守備範囲が大きく広がったことから、今までは仕上げ側が行っていたブラシ作業やグラデーション処理などを撮影で担当するようなことも多くなっている。

## クレジット

### 劇場版映画
色彩設定と表示する作品の例を挙げると、『旋風(かぜ)の用心棒～黒澤明監督作品「用心棒」より』シリーズなど。表示が色彩設計の例は、『海獣の子供』など。

### テレビアニメ
基本的に色彩設計だが、いまだに「色彩設定」とクレジットする会社もある。また、ディオメディアでは「カラーコーディネイト」とクレジットされる。

### パッケージ版
この例では、『フルーツバスケット』、『Rainbow二舎六房の七人』、『銀魂'』ほかでは色彩設定。

## 仕上協力関係会社 (海外含む)
主に動画を引き受けている制作会社が動画と共に仕上・着色を引き受ける場合が多いが、まだスタッフの要員が足りず動画・原画を引き受けられない場合、スタッフが揃うまでの間、仕上/着色のみを引き受けている場合もある。以下には、主に仕上・着色の事業内容が多い会社を示す（または一部門）。
【ア】
- AI （スタジオAI）
- アークトゥールス仕上部
- 旭プロダクション
- Avalon
- F.A.I.インターナショナル
- スタジオaB （スタジオアビ）
- オフィスフウ （office fuu）
- ORANGE
- Triple A （トリプルA 、AAA）
- iseri A （イセリア）
- cube A motion （キューブエーモーション）
- Wish
- ECHO （旧：E-CHO Film 、E-cho Animation）
- MSJ武蔵野制作所 （MSJ、M.S.J武蔵野制作所）

【カ】
- G&G Entertainment （G&G）
- GK Entertainment

【サ】
- J&Kコーポレーション
- Synod
- Silverwave
- じんぶん （旧：フェニーチェ302）
- スタジオエル
- スタジオアルファ
- スタジオイースター
- すたじおガッシュ （スタジオがっしゅ）
- スタジオキャッツ （St.キャッツ、Studio Cats）
- スタジオキリー
- スタジオ・タージ
- スタジオ・トイズ （スタジオToy's）
- スタジオ・ロード

  - アルゴ・ロード （argo road）
  - ラン・ロード

【タ】
- 太観アニメーション （太観アニメ）
- 玉沢動画舎
- DR MOVIE
- D-colors （D-COLORS、ディーカラーズ）
- デジタルネットワークアニメーション （DNA）
- トレーススタジオM
- drop

【ナ】
- NARA ANIMATION
- 年代動画 （NIAN DAI ANIMATION）

【ハ】
- PAK PRODUCTION （朴プロダクション）
- ハミングバードアニメーション
- 韓鎮アニメーション （HANJIN ANIMATION）
- 火鳥動画製作有限公司 （Phoenix Animation）
- 孝仁動画 （HYOIN ANIMATION）
- ファンアウト
- 武遊
- フロントライン （FRONTLINE）
- 緋和
- 星山企画 （SONSAN 企画、星山企劃）
- WHITE LINE （White Line、ホワイトライン）

【マ】
- ミゾ企画 （ミゾ企劃）
- 無錫駱王動画有限公司 （駱王アニメ）
- 木花

【ヤ】
- UNION CHO

【ラ】
- ライジングフォース
- ライトフット
- R.I.C. （リバース・イメージ・クリエイション）
- LEE PRODUCTION （李プロダクション）

## 関連文献
各分類の出版年の古い順。
色彩設計
- 近藤恒夫「色彩設計上の問題提起」（pdf）『日本色彩学会誌』第2巻、1976年、43-47頁、2019年12月16日閲覧。 - 国立国会図書館デジタルコレクション
- 「美術・色彩設計・CG スタッフ座談会 こうして舞台は用意された! (アニメーション映画特集 ; 総力特集 ONE PIECE FILM GOLD(ワンピース フィルム ゴールド) 『ワンピース』 史上最大のエンターテインメントへ)」、小倉一男、須江信人、永井留美子、能沢諭、稲越一『キネマ旬報』第1723号(通号 増刊) 、2016年8月7日、60-65頁。
- 柴田亜紀子『アニメーションの色彩設計から学ぶ色彩&配色テクニック = Color and Color Scheme Techniques』、玄光社、2019年。

色指定
- 南雲治嘉『デジタル色彩マスター : 先端色彩による配色トレーニングテキスト』、評言社、2010年。ISBN 9784828205458。
- 南雲治嘉『カラーイメージチャート : デジタル色彩対応』、グラフィック社、2016年、新版。ISBN 9784766128826。

デジタルペイント
- Gosney, Michael、戸川隼人『デジタルペインティング : Macintoshを活用した絵画とデザインの技法』、アスキー〈電子出版シリーズ〉、1993年。ISBN 4756101658。
- 吉井宏『吉井宏のPainterアスレティクス』、アゴスト〈ART&DESIGNマスターシリーズ  3〉、1999年。ISBN 4901054023。
- カズアキ、宝井理人、しずまよしのり、武梨えり、久方綜司『スクールデイズ編』、ビー・エヌ・エヌ新社〈コミックイラストレーションガイダンス!  : Manga Anime Game Lanove! 〉、2009年。ISBN 9784861006784。
- 小平淳一、パルプライド『フリーソフトKritaでデジタルペイントマスター』、マイナビ、2015年。ISBN 9784839953409。
- 3DTotal Publishing、河野敦子、studio Lizz『Photoshopデジタルペイントの秘訣 : Digital painting in Photoshop : industry techniques for beginners日本語版』ボーンデジタル、2019年。ISBN 9784862464576。